# Westbroekpark en Duttendel
Westbroekpark en Duttendel is een wijk in het Haagse stadsdeel Scheveningen.
Aan de noordwestzijde wordt de wijk begrensd door de Nieuwe Duinweg met het Westbroekpark, aan de noordzijde door de Badhuisweg, Brusselselaan en Doorniksestraat met de Nieuwe Scheveningse Bosjes en de Pompstationsweg, aan de noordoostzijde door de Van Alkemadelaan met Klein-Zwitserland, aan de zuidoostzijde door de Frederikskazerne en het Hubertusduin met het groengebied van de Gemeentekwekerij en aan de zuidwestzijde door het Kanaal.
De wijk grenst aan de wijken Benoordenhout, Van Stolkpark en Scheveningse Bosjes, Scheveningen, Belgisch Park en Oostduinen.
Tot deze wijk behoren het Westbroekpark en het aangrenzende Wittebrugkwartier en de buurt Duttendel inclusief en het Klattepark.

## Tram
In 1864 werd de eerste paardentramlijn in de Benelux geopend tussen Den Haag en Scheveningen via de Scheveningse weg. In hetzelfde jaar volgde de tweede lijn naar Scheveningen, via de Witte brug. Tot 1890 reed die over de hele Badhuisweg; daarna kwam de route via de Nieuwe Parklaan in gebruik.
De paardentram werd in 1890 vervangen door een accutram, een primeur, die echter alleen in de zomer reed, veel kabaal maakte en veel storingen had. In de winter reed deze paardentramlijn trouwens ook niet in Scheveningen. In 1904 werden de accutram én de paardentram vervangen door een tram met bovenleiding, lijn 9. De tram kwam over de Witte Brug "Het Kanaal" over, en gaat vandaar naar Scheveningen. Sinds 1968 heeft tramlijn 9 een eigen brug.
Gedeeltelijk letterlijk daarnaast ging in 1879 de eerste stoomtramlijn in de Benelux door deze wijk rijden. Die kwam van de Raamweg, ging achter het (latere) KLM-gebouw langs, door de Nieuwe Scheveningse bosjes, en dan via de Badhuisweg naar Scheveningen. In 1924 werd deze NRS-lijn naar het Staatsspoor overgenomen door de NZH. Toen gingen hier de beroemde elektrische Blauwe Trams naar Leiden rijden. Toch verdween dit deel in 1957, en de rest in 1961. De oude baan door het bos is nu ruiterpad.

## Gevangenis
In deze wijk ligt de Penitentiaire Inrichting Haaglanden aan de Pompstationsweg. Hier bevindt zich ook de UN Detention Unit, onder verantwoordelijkheid van de Verenigde Naties. Tijdens de Tweede Wereldoorlog werd de gevangenis het Oranjehotel genoemd. Hier hebben vooral veel mensen uit het verzet gevangengezeten.

## Bekende bewoners van Westbroekpark en Duttendel
- Oud-burgemeester Wim Deetman